# Parque natural nacional de Jotín
El Parque natural nacional de Jotín (en ucraniano: Хотинський національний природний парк) es un parque nacional de Ucrania que cubre un segmento del cañón del río Dniéster y del embalse del río Dniéster. Se encuentra en el oeste del país en la frontera con Rumania. La famosa Fortaleza de Jotín se encuentra dentro del territorio. El parque se encuentra en el distrito administrativo (raión) de Dniéster del óblast de Chernivtsí.

## Topografía
El parque se extiende por 160 kilómetrosm a lo largo del río Dniéster. La geología del Cañón del Dniéster, cortado en la meseta circundante, incluye paisajes de granito y gneises de hasta 2000 millones de años, así como rocas sedimentarias y calizas del Cenozoico más reciente (10-12 millones de años). El paisaje kárstico en algunos lugares alberga numerosas cuevas.

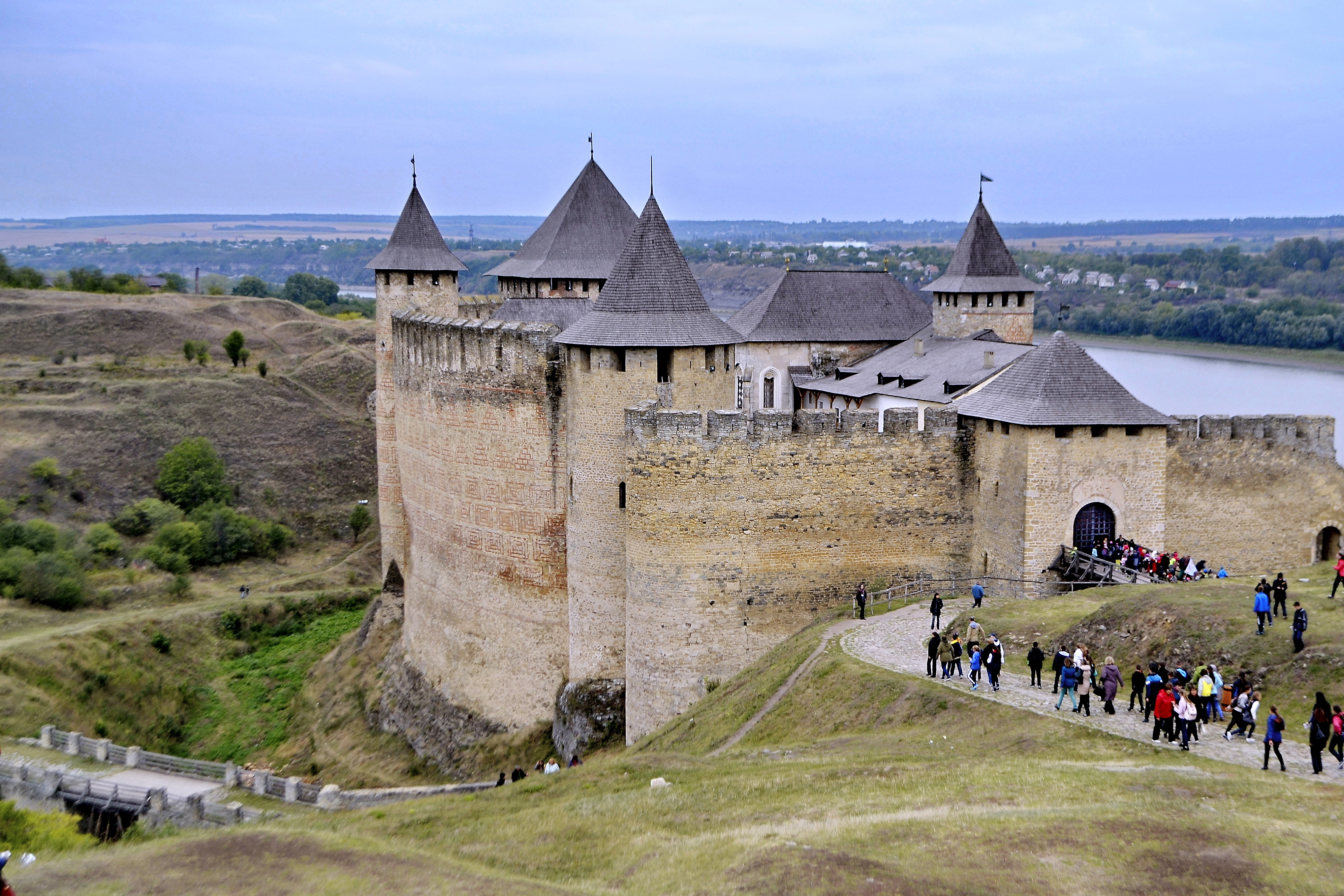
La fortaleza de Jotín situada en el parque

## Clima
La designación climática oficial para el área del parque es Clima continental húmedo, con veranos cálidos (clasificación climática de Köppen (Dfb)). Este clima se caracteriza por grandes oscilaciones de temperatura, tanto diurnas como estacionales, con veranos suaves e inviernos fríos y nevados.

## Flora y fauna
Debido a la gran variedad de terrenos, hábitats y microclimas del parque, la diversidad de plantas y animales es muy alta. En el área se han registrado más de 1500 especies de plantas vasculares, 57 especies de peces, 187 especies de aves y 40 de mamíferos.

## Uso público
Además de la fortaleza de Jotín, hay una gran variedad de sitios arqueológicos y culturales en el parque. Existen varias rutas de excursiones para practicar el senderismo y para realizar estudios ecológicos.